# Бомарцо, Антонио Ланте Монтефельтро делла Ровере
Антонио Ланте Монтефельтро делла Ровере (итал. Antonio Lante Montefeltro della Rovere; 1648, Рим — 5 мая 1716, там же), 2-й герцог ди Бомарцо, князь ди Бельмонте, гранд Испании 1-го класса — римский аристократ, папский дипломатический агент.

## Биография
Сын Ипполита Ланте Монтефельтро делла Ровере, герцога ди Бомарцо, и Кристины д'Альтемпс.
Маркиз ди Рокка-Синибальда, барон ди Антуни.
Благодаря связям отца при испанском дворе в 1675 году был возведен в ранг князя Бельмонте по своему калабрийскому владению, и получил достоинство гранда Испании.
Находясь в Париже по дипломатическим делам Святого престола, женился на сестре герцогини Браччано, сблизившись таким образом с профранцузской группировкой при папском дворе.
21 января 1696 был пожалован Людовиком XIV в рыцари орденов короля. 4 декабря того же года в Риме из рук кардинала Жансона получил цепь ордена Святого Духа.

Король дал Орден Святого Духа герцогу Ланти, жена которого была сестрой герцогини Браччано и сумела  воспользоваться содействием герцогини и ее друзей для возвышения мужа. Он был тогда в Риме и принял там знаки Ордена, к великому удовольствию близкого друга герцогини Браччано, кардинала д'Эстре, чья помощь оказалась особенно значительной. Эти Ланти ровным счетом ничего из себя не  представляли: они взяли себе имя делла Ровере, потому что мать их была из этого рода; а сами Ровере до восхождения одного из них на Папский престол относились к самому что ни на есть низкому сословию.— Герцог де Сен-Симон. Мемуары. 1691—1701. — М., 2007. — С. 213

## Семья
Жена (1683, Париж): Луиза-Анжелика-Шарлотта де Латремуй (1653—1698), дочь Луи II де Латремуя, герцога Нуармутье, и Рене Обри. Умерла от рака в Париже, куда приехала в надежде излечиться. По словам герцога де Сен-Симона, «состояния у нее не было, но Ланти счел для себя честью жениться на девушке из рода Ла Тремуй, сестре женщины,  
занимавшей во всех отношениях первое место в римском обществе, благодаря которой 
он стал кавалером Ордена Святого Духа»
Дети:
- Лудовико (9.11.1683—14.08.1727), 3-й герцог ди Бомарцо. Жена (22.12.1705): Анджела Мария Ваини (26.10.1676 — после 1719), дочь Гвидо Ваини, князя ди Канталупо, и Марии Анны Чеули
- Артемизия (1690—1692)
- Алессандро (1691—15.10.1732), гранд Испании 1-го класса, получил от Луиса I личный титул герцога Сан-Джемини (24.04.1724). Жена (1715): Франсиска Хавьера Фернандес де Кордова Каррильо-и-Мендоса, маркиза де ла Каста, графиня де Алакуас, баронесса де Больбайте, дочь Хосе Антонио де Кордовы, графа де Приего, маркиза де Мораталья, и Марии Тересы Пардо де ла Касты, маркизы де ла Каста, графини де Алакуас и баронессы де Больбайте
- Мария Анна Чезарина (1693—16.04.1753), придворная дама королевы Испании. Муж (5.06.1712): Жан-Батист-Франсуа-Жозеф де Крой (1686—1737), герцог д'Авре и де Крой
- Федерико Марчелло  (18.04.1695—3.03.1773), кардинал
- Мария Анджелика (ум. 1743). Муж: Оттавио Ланчелотти, князь ди Марцано